# این عشق رو بکش
این عشق رو بکش (انگلیسی: Kill This Love) دومین (در کل سومین) آلبوم چندآهنگهٔ کره‌ای‌زبان گروه دخترانهٔ کره‌ای بلک‌پینک است که در ۵ آوریل ۲۰۱۹ توسط وای‌جی انترتینمنت منتشر و توسط وای‌جی پلاس و اینترسکوپ رکوردز توزیع شد. این آلبوم اولین اثر کره‌ای آنها پس از انتشار اسکوئر آپ در ژوئن ۲۰۱۸ و نخستین کار منتشر شدهٔ آنها از طریق اینترسکوپ رکوردز است. تایتل ترک این آلبوم، به عنوان تک‌آهنگ لید منتشر شد. این تک‌آهنگ در جایگاه شماره دو در کره جنوبی قرار گرفت و گروه برای اولین بار در تاپ ۵۰ کشورهای ایالات متحده و بریتانیا قرار گرفت.

## جدول‌ها
| جدول (۲۰۱۹–۲۰)                                | بالاترین موقعیت جدول‌ها |
| --------------------------------------------- | ---------------------- |
| استرالیا (ای‌آرآی‌ای)                           | ۱۸                     |
| آلبوم‌های کانادایی (بیلبورد)                   | ۸                      |
| آلبوم‌های مجارستانی (ماهاز)                    | ۳۱                     |
| آلبوم‌های ایرلندی (ایرما)                      | ۵۲                     |
| آلبوم‌های ژاپنی (اوریکون)                      | ۱۷                     |
| آلبوم‌های داغ ژاپن (بیلبورد ژاپن)              | ۶                      |
| آلبوم‌های نیوزیلند (آرام‌ان‌زد)                  | ۱۰                     |
| آلبوم‌های اسکاتلندی (شرکت جدول‌های رسمی)        | ۲۱                     |
| آلبوم‌های کره جنوبی (گائون)                    | ۳                      |
| آلبوم‌های اسپانیایی (پروموزیکائه)              | ۳۰                     |
| آلبوم‌های سوئدی (Sverigetopplistan)            | ۲۳                     |
| آلبوم‌های بریتانیا (شرکت جدول‌های رسمی)         | ۴۰                     |
| بیلبورد ۲۰۰ ایالات متحده                      | ۲۴                     |
| آلبوم‌های دیجیتال ایالات متحده (بیلبورد)       | ۶                      |
| فروش آلبوم برتر (بیلبورد) ایالات متحده آمریکا | ۱۰                     |
| آلبوم‌های موسیقی ملل ایالات متحده (بیلبورد)    | ۱                      |

| جدول (۲۰۱۹)              | بالاترین موقعیت جدول‌ها |
| ------------------------ | ---------------------- |
| آلبوم‌های ژاپنی (اوریکون) | ۵                      |

| جدول (۲۰۱۹)                | بالاترین موقعیت جدول‌ها |
| -------------------------- | ---------------------- |
| آلبوم‌های ژاپنی (اوریکون)   | ۳۵                     |
| آلبوم‌های کره جنوبی (گائون) | ۳                      |

| جدول (۲۰۱۹)              | بالاترین موقعیت جدول‌ها |
| ------------------------ | ---------------------- |
| آلبوم‌های ژاپنی (اوریکون) | ۲۸                     |

| جدول (۲۰۱۹)                           | موقعیت |
| ------------------------------------- | ------ |
| آلبوم‌های کره جنوبی (گائون)            | ۱۷     |
| آلبوم‌های جهانی ایالات متحده (بیلبورد) | ۱۴     |
| جدول (۲۰۲۰)                           | موقعیت |
| آلبوم‌های کره جنوبی (گائون)            | ۸۵     |
| آلبوم‌های جهانی ایالات متحده (بیلبورد) | ۱۲     |
| جدول (۲۰۲۱)                           | موقعیت |
| آلبوم‌های کره جنوبی (گائون)            | ۸۹     |